# Hermann Joseph Vell
 (novembre 2021).
Si vous disposez d'ouvrages ou d'articles de référence ou si vous connaissez des sites web de qualité traitant du thème abordé ici, merci de compléter l'article en donnant les références utiles à sa vérifiabilité et en les liant à la section « Notes et références ».
Hermann Joseph Vell (né le 17 novembre 1894 à Cochem, mort le 19 juillet 1965 à Erfurt) est un religieux catholique allemand, résistant au nazisme.

## Biographie
Hermann Joseph Vell est le fils du couple marié Mathias Joseph Vell et Maria Gartz. Après l'école primaire, il entre au lycée rédemptoriste de Vaals, aux Pays-Bas. Pendant la Première Guerre mondiale, il fait son service militaire, est fait prisonnier par les Français le 2 juin 1915, et cela dure jusqu'au 27 janvier 1920. Il fréquente le Collège Saint-Joseph de Bonn (de). Le 15 mars 1922, il prononce pour la première fois les vœux religieux et le 24 avril 1927, il est ordonné prêtre. Dans les années suivantes jusqu'en 1941, il participe à des missions populaires et à des retraites spirituelles. Lorsque l'abbaye rédemptoriste de Bonn (de) est dissoute par les nazis en avril 1945, il part être vicaire à l'église Saint-Joseph de Gelsenkirchen-Schalke (de), auprès du prêtre diacre honoraire Konrad Hengsbach. Hermann Joseph Vell entretient de bonnes relations de travail avec son neveu Franz Hengsbach, qui deviendra plus tard le premier évêque d'Essen et cardinal.
Le 1er février 1944, le père Vell est dénoncé par le Sturmmann Wilhelm Ferlmann, qui est également membre de sa paroisse, et arrêté. Il est envoyé dans le camp de concentration de Dachau dans le cadre du Schutzhaft, comme beaucoup de prêtres. Il est ensuite placé à l'isolement dans la prison de Moabit et est accusé d'avoir distribué des tracts de La Rose blanche. Le procureur général du Volksgerichtshof fait modifier l'acte d'accusation à trois reprises afin que la condamnation à mort soit confirmée le 6 avril. Ce jugement d'injustice totalement infondé est à la fin une « préparation à la haute trahison et à la destruction de la force militaire ». Les juges Bernhard Bach et Leo Kraemer mènent ce procès parodique sans aucun témoin. Le père Vell se défend avec seulement deux phrases. La peine de mort par décapitation est demandée. Le 27 avril 1945, cependant, tous les prisonniers, y compris le père Vell, sont libérés par l'Armée rouge.
Il a ensuite travaillé d'abord comme pasteur dans les monastères de Winterberg et Bochum (de), puis comme curé de paroisse à Arenshausen et à Iéna. De 1963 à 1965, il est confrère avec l'aumônier Joachim Meisner à l'église Saint-Gilles d'Heilbad Heiligenstadt (de). Le père Vell meurt à l'hôpital catholique d'Erfurt (de). Lors de son inhumation le 23 juillet 1965 au cimetière du monastère de Heiligenstadt, Joachim Meisner est présent. Jusqu'à peu de temps avant sa mort, le père Vell correspond avec Joseph Israel Ben Gal à Nazareth en Galilée, à la demande duquel le procureur de la République annule le verdict contre le religieux.